# The Clan Destined
The Clan Destined var ett musikaliskt projekt som existerade mellan 2001 och 2005. Inblandade i projektet var bland annat Skyclads före detta sångare Martin Walkyier och den före detta Immortal-gitarristen Iscariah. Projektets nuvarande status är aningen diffus då Walkyier och Iscariah har kungjort motsättningar inom bandet.

## Diskografi
Album
- In the Big Ending... (2006)